# Bonfilio Paolazzi
Bonfilio Paolazzi (Cembra, 7 ottobre 1875 – Milano, 3 gennaio 1963) è stato un politico italiano. Nacque nell'Impero austro-ungarico e fu deputato della Abgeordnetenhaus (Camera dei rappresentanti) austriaca.

## Biografia
Lavorava professionalmente come direttore a Trento e fu anche il direttore del Sindacato agricolo industriale. Frequentò il liceo classico a Trento e dopo si laureò presso la Facoltà di Giurisprudenza dell'Università di Vienna. Successivamente lavorò presso studi legali e notarili. Ricoprì la carica di capo del consiglio di amministrazione della Banca Cattolica di Trento.
Fu anche consigliere comunale e nel 1908-1914 fu membro del Landtag del Tirolo. Fu classificato tra i deputati italiani liberali a livello nazionale al Landtag.
Fu anche membro della Abgeordnetenhaus (camera bassa del Reichsrat, il parlamento nazionale della Cisleitania), partecipando alle elezioni del 1907, tenutesi per la prima volta a suffragio universale maschile. Fu eletto nel distretto elettorale 22 del Tirolo con 4 171 voti, il 66,4% del totale. Dopo le elezioni del 1907, fu elencato come membro del gruppo parlamentare del Partito Popolare Trentino.
Dopo il passaggio del Trentino-Alto Adige all'Italia acquisì la cittadinanza italiana. Morì a Milano il 3 gennaio 1963.